# Wald- und Kleingewässerlandschaft Hinrichshagen - Wrechen
Wald- und Kleingewässerlandschaft Hinrichshagen - Wrechen este o arie protejată (arie specială de conservare — SAC, sit de importanță comunitară — SCI) din Germania întinsă pe o suprafață de 2.562 ha, integral pe uscat.

## Localizare
Centrul sitului Wald- und Kleingewässerlandschaft Hinrichshagen - Wrechen este situat la coordonatele 53°25′28″N 13°29′57″E / 53.4244°N 13.4992°E.

## Înființare
Situl Wald- und Kleingewässerlandschaft Hinrichshagen - Wrechen a fost declarat sit de importanță comunitară în decembrie 1999 pentru a proteja 10 specii de animale. Situl a fost protejat și ca arie specială de conservare în august 2016.

## Biodiversitate
Situată în ecoregiunea continentală, aria protejată conține 6 habitate naturale: Lacuri eutrofice naturale cu vegetație de tip Magnopotamion sau Hydrocharition, Pajiști uscate seminaturale și facies de acoperire cu tufișuri pe substraturi calcaroase (Festuco-Brometalia) (* situri importante pentru orhidee), Fânețe de joasă altitudine (Alopecurus pratensis, Sanguisorba officinalis), Mlaștini turboase de tranziție și turbării mișcătoare, Păduri de fag Asperulo-Fagetum, Mlaștini împădurite.
La baza desemnării sitului se află mai multe specii protejate:
- amfibieni (2): buhai de baltă cu burta roșie (Bombina bombina), triton cu creastă (Triturus cristatus)
- mamifere (3): liliac cârn (Barbastella barbastellus), vidră de râu (Lutra lutra), liliac comun (Myotis myotis)
- nevertebrate (4): libelule (Leucorrhinia pectoralis), Osmoderma eremita, Vertigo angustior, Vertigo moulinsiana
- reptile (1): țestoasa de baltă (Emys orbicularis)